# Яде (река)
Яде (нем. Jade) — река, протекающая по территории земли Нижняя Саксония в Германии. Длина — 21,3 км. Площадь водосборного бассейна — 154 км².
Беря своё начало близ Ольденбурга, Яде течёт в направлении Северного моря и впадает в его залив Ядебузен в районе Фареля.

## География

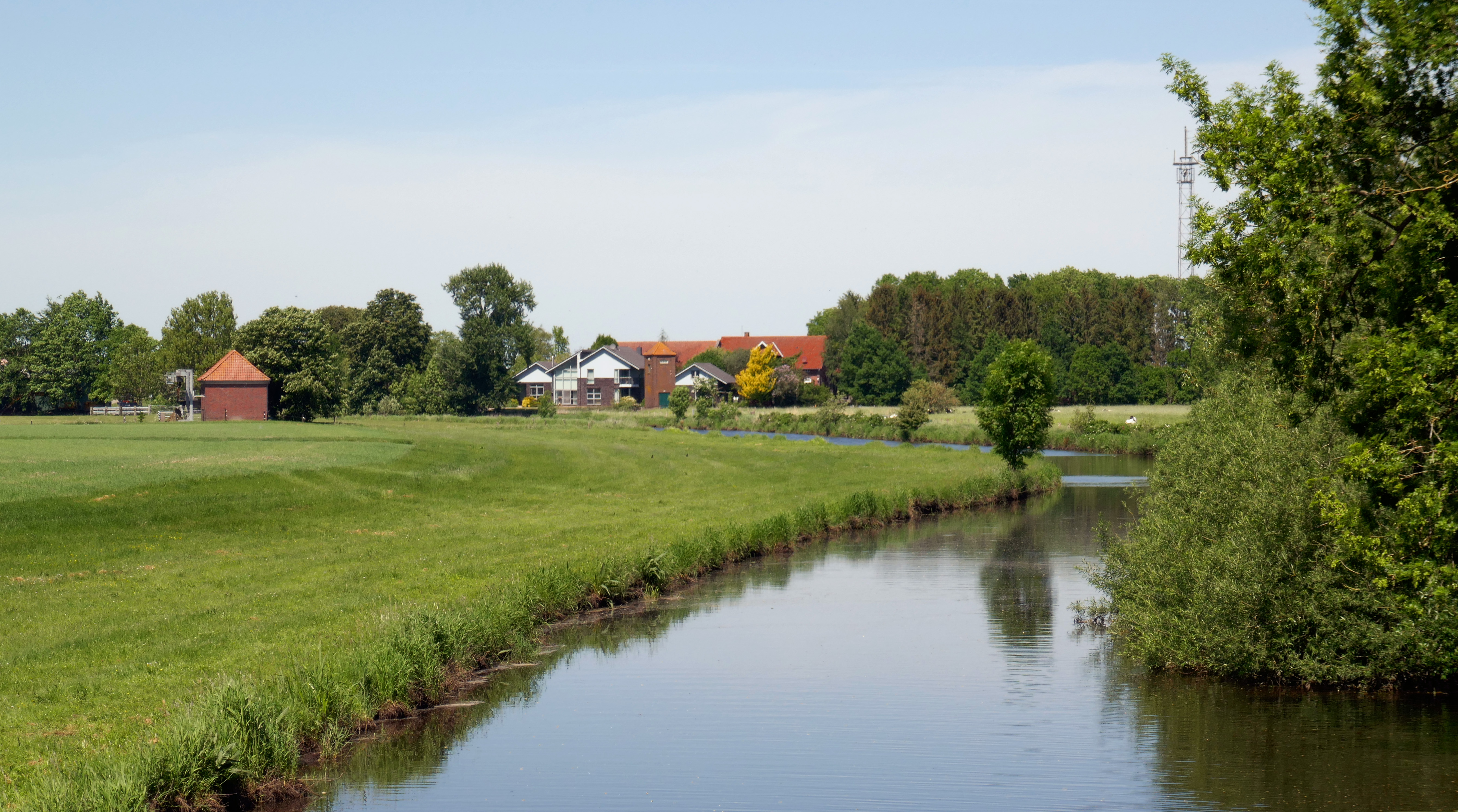
Яде возле церкви Святой Троицы в Яде

Яде берёт начало на крайнем северо-востоке муниципалитета Растеде (район Аммерланд) в болотах Ханкхаузера в месте слияния рек Растедер-Беке и Шанце. Их истоки находятся на высотах Ольденбургского геста недалеко от северной городской черты Ольденбурга; один из истоков находится в центре парка замка Растеде. Яде течёт на север и образует границу между районами Аммерланд и Везермарш возле Ядерлангштрассе. Затем она пересекает общину Яде, названную в её честь. На последних километрах перед устьем Яде образует границу между районами Везермарш и Фрисландия. Левый берег реки на этом участке принадлежит городу Фарель. Яде впадает в Ядебузен за большой насосной станцией в Вапелерзиле.

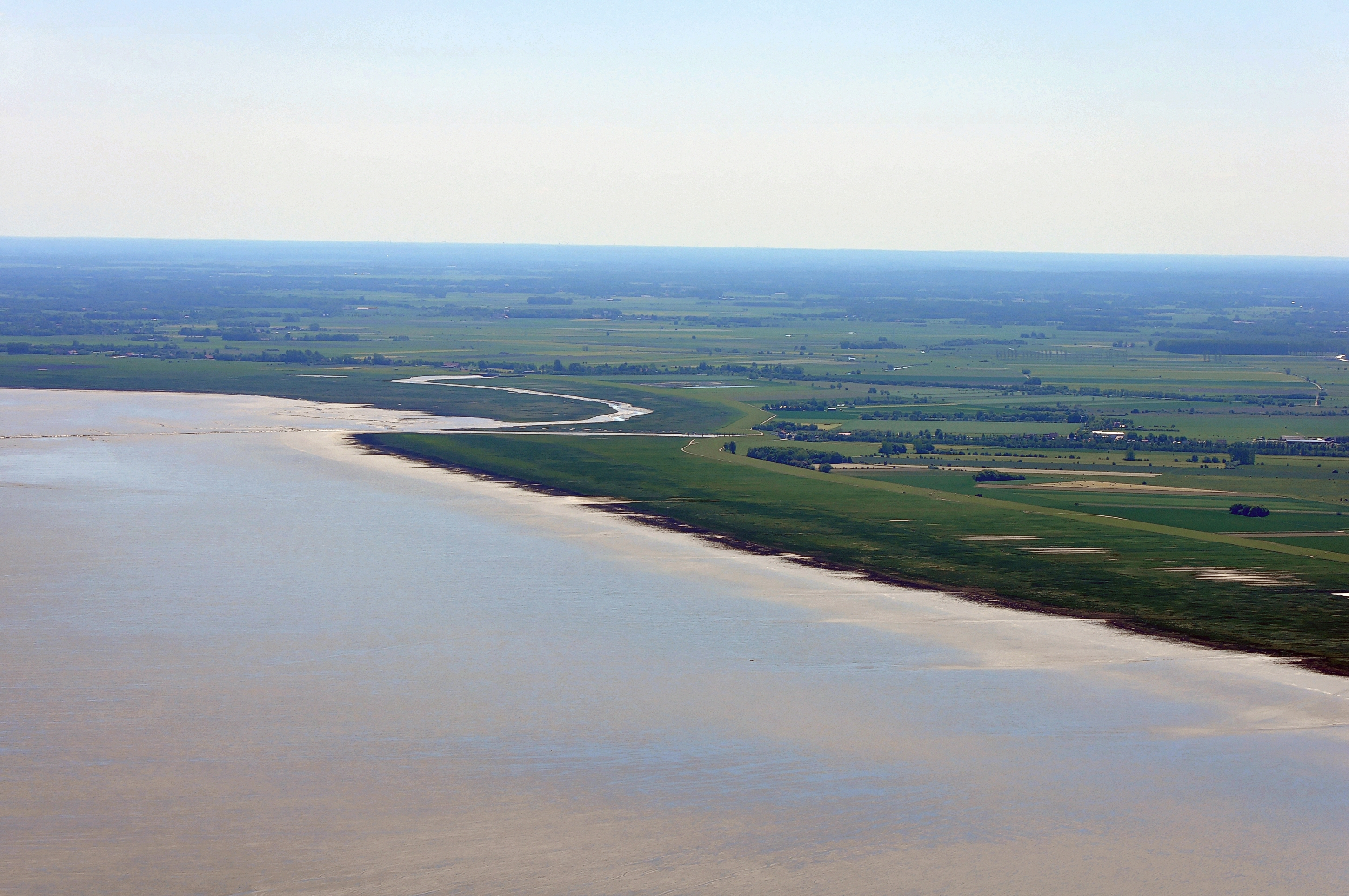
Устье Яде в Ядебузене

Яде не приносит в Северное море столько пресной воды, сколько соседний Везер. Вот почему содержание солёной воды в Ядебузене лишь немного ниже, чем в открытом Северном море (солёность южного берега Ядебузена составляет 3,0 процента, солёность открытого Северного моря — 3,5 процента). Поэтому проблематично рассматривать пролив Инненъяде около Вильгельмсхафена как продолжение пресноводной реки Яде, что, тем не менее, иногда случается, когда этот участок называют «рекой» или «устьем реки». Строго говоря, Инненъяде не представляет собой эстуарий, поскольку Яде к северу от Ядебузена не является рекой. Тем не менее, в некоторых текстах даже говорится о нём, как об «эстуарии Яде», зная, что это не устье реки.